# Ostkaribischer Dollar

Karte der Ostkaribischen Währungsgemeinschaft

Der Ostkaribische Dollar (EC$, East Caribbean Dollar) ist seit 1965 die Währung der Ostkaribischen Währungsunion beziehungsweise der Organisation Ostkaribischer Staaten (mit Ausnahme der Britischen Jungferninseln, Martinique und Guadeloupe) und damit gemeinsame offizielle Währung in sechs unabhängigen Staaten und zwei britischen Überseegebieten in der Karibik. Diese haben eine gemeinsame Vergangenheit als Britische Kolonien und Protektorate, sind Mitglieder des Commonwealth of Nations und haben mit Ausnahme von Dominica den britischen Monarchen als Staatsoberhaupt.
Der Ostkaribische Dollar, unterteilt in 100 Cents, ist seit 1976 zum Kurs von 1 USD = 2,70 XCD fix an den US-Dollar gebunden, der auch weitgehend als Zweitwährung akzeptiert ist.

## Geschichte
Der Ostkaribische Dollar ist der Nachfolger des West Indies Dollar, der in der Westindischen Föderation verwendet wurde. Ab 1950 verwendeten außer den heutigen Ländern auch Barbados, Britisch-Guyana, die Britischen Jungferninseln sowie Trinidad & Tobago die Gemeinschaftswährung.
Er wird von der Eastern Caribbean Central Bank herausgegeben. Diese wurde am 5. Juli 1983 durch das Eastern Caribbean Central Bank Agreement als Nachfolgerin der Eastern Caribbean Currency Authority geschaffen. Sitz der Bank ist Basseterre auf St. Kitts.

## Banknoten
Banknoten sind mit Werten von $ 5, $ 10, $ 20, $ 50 und $ 100 im Umlauf und tragen ebenso wie alle Münzen ein Porträt des britischen Monarchen, der Staatsoberhaupt der beteiligten Staaten (mit Ausnahme von Dominica) und Gebiete ist.

## Münzen
Münzen sind mit Werten von 5, 10 und 25 Cents sowie $ 1 im Umlauf. Im Jahre 2002 wurden die nicht gleichmäßig runden Münzen (1, 2 und 5 Cents, 1 $) in runde Münzen geändert, um bei allen Münzen das runde Format zu erhalten.